# 1309
Évszázadok: 13. század – 14. század – 15. század
Évtizedek: 1250-es évek – 1260-as évek – 1270-es évek – 1280-as évek – 1290-es évek – 1300-as évek – 1310-es évek – 1320-as évek – 1330-as évek – 1340-es évek – 1350-es évek
Évek: 1304 – 1305 – 1306 – 1307 –  1308 – 1309 – 1310 – 1311 – 1312 – 1313 – 1314

## Események

### Határozott dátumú események
- május 5. – II. Károly nápolyi király fiának, Bölcs Róbertnek a  trónra lépése.
- június 15. – Károly Róbertet Budán, az új koronával – minthogy a Szent Korona Kán László birtokában van, másodszor is – magyar királlyá koronázzák.[1]
- szeptember 3. – V. Kelemen pápa két inkvizítora, Lagny-i Dieudonné apát és Sicard de Vaur megérkeznek angol földre, hogy kivizsgálják a Brit-szigeteken tevékenykedő templomosok bűneit.[2]
- október 23. – Megkezdődik a londoni templomosok pere.[2]
- november 7. – Kezdetét veszi a skót templomosok és kívülálló tanúk kikérdezése, de az angol-skót háború miatt az eljárás megreked.[2]
- november 13. – Csata dúl a lengyelek és a Német Lovagrend között Gdańsknál.

### Határozatlan dátumú események
- az év elején – A délnyugat-franciaországi gazdag polgári családból származó Jacques Duèze lesz II. Károly nápolyi király kancellárja.[3]
- az év folyamán –
  - VII. Henrik német királlyá koronázása.
  - V. Kelemen pápa székhelyét Avignonba teszi át, ezzel megkezdődik a pápák avignoni fogsága.[4]
  - Rodosz szigete a Szent János Lovagrend, a Johanniták uralma alá kerül.
  - Milánóban felszerelik az első ütőszerkezetes mechanikus órát.

## Születések
- június 9. – I. Rupert, pfalzi választófejedelem († 1390)

## Halálozások
- május 5. – II. Károly nápolyi király (* 1254).